# Nhàn Xumatra

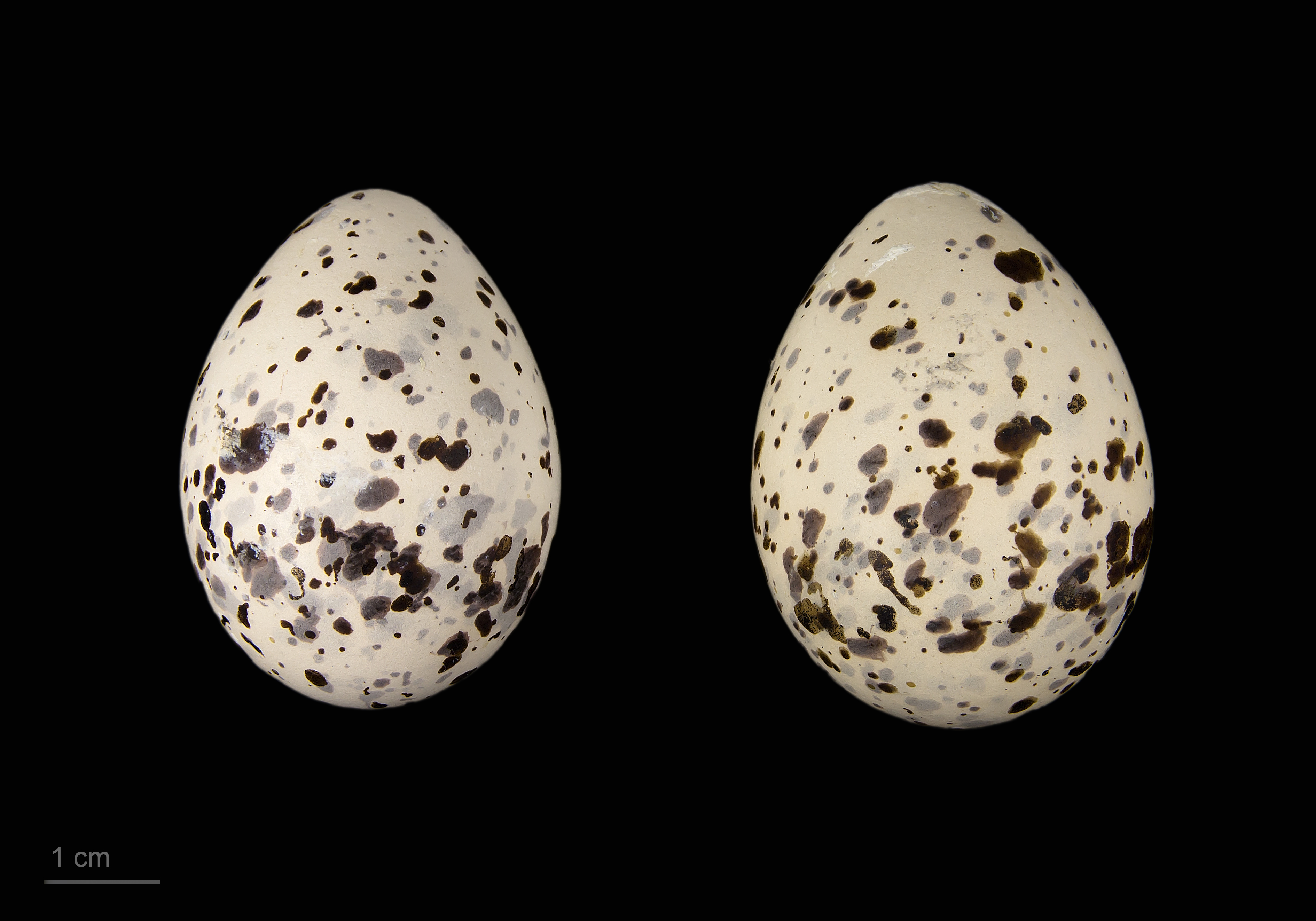
Sterna sumatrana

Sterna sumatrana (danh pháp hai phần: Sterna sumatrana) là một loài chim biển trong họ Nhàn. Loài này có phân loài. Sterna sumatrana chủ yếu được tìm thấy trong khu vực nhiệt đới và cận nhiệt đới của đại dương Thái Bình Dương và Ấn Độ. Nó hiếm khi được tìm thấy trong đất liền.
Loài chim nhàn này dài khoảng 30 cm với chiều dài cánh của 21–23 cm. Mỏ và chân có màu đen, nhưng chóp mỏ có màu vàng. Chúng có đuôi chẽ dài. Chúng có lông mặt màu trắng với lưng và cánh màu trắng xám.